# Баина-Башта
Баина-Башта (серб. Бајина Башта) — населённый пункт городского типа в Сербии, в Златиборском округе, центр общины Баина-Башта.

## Географическое положение
Город расположен в Западной Сербии, на границе с Боснией и Герцеговиной, на правом берегу реки Дрина, у подножия горного массива Тара. Город соединён асфальтированной дорогой с городами Валево, Шабац и Ужице.

## Климат
Климат умеренно континентальный, с повышенной влажностью воздуха после сооружения Перучацкого водохранилища на Дрине и Заовинского в горах Тара. Среднегодовое количество осадков 700—800 мм.

## История
В 60-е годы XIX века развитие города замедлилось, особенно после указа князя Михаила Обреновича от 16 июня 1866, который лишал Байину-Башту статуса городка. 15 сентября 1872 года князь Милан Обренович вернул статус городу, что способствовало более бурному его развитию.
В декабре 1992 года город был обстрелян из минометов АРБиГ

## Население

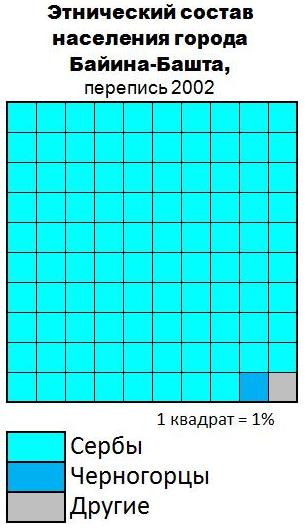
Этнический состав населения города Баина-Башта (2002)

Численность населения на 2022 год составляет 8971 человек.
На 2002 год, согласно переписи, население составляло 9543 чел. Этнический состав населения однородный: сербы — 98 %, черногорцы — 1 %.
Численность совершеннолетних в городе — 7 432 чел, средний возраст населения — 36,1 года (мужчины — 35,4, женщины — 36,7). В городе имеется 3014 домохозяйств, среднее число человек в которых — 3,17.
За последние полвека численность населения города увеличилась в несколько раз.

## Экономика
Самое крупное предприятие города — ГЭС «Баина-Башта».
В районе города выращивают табак, малину, разные фрукты и овощи.

## Галерея

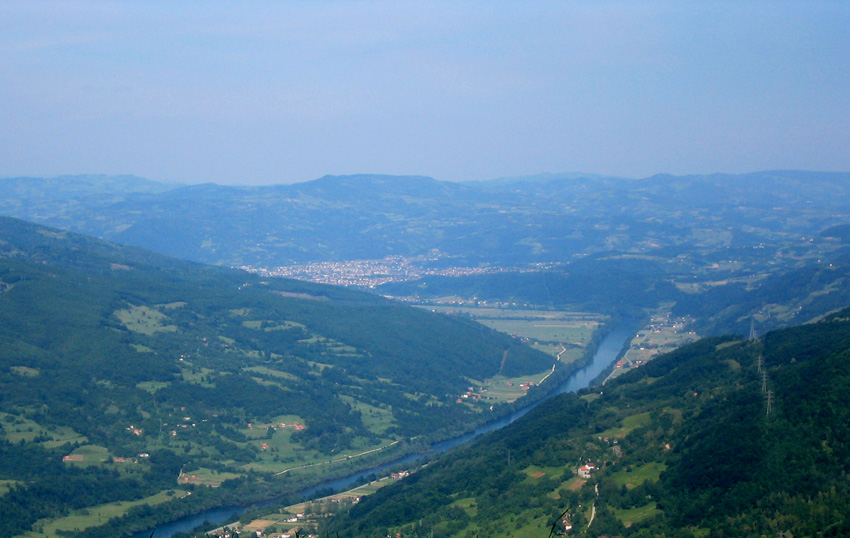
Общий вид Баина-Башту
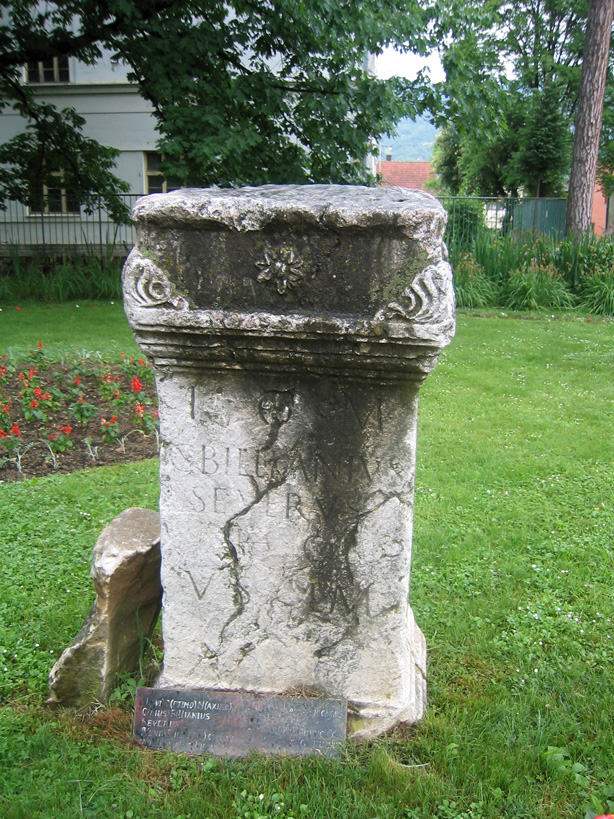
Остатки древнеримских сооружений
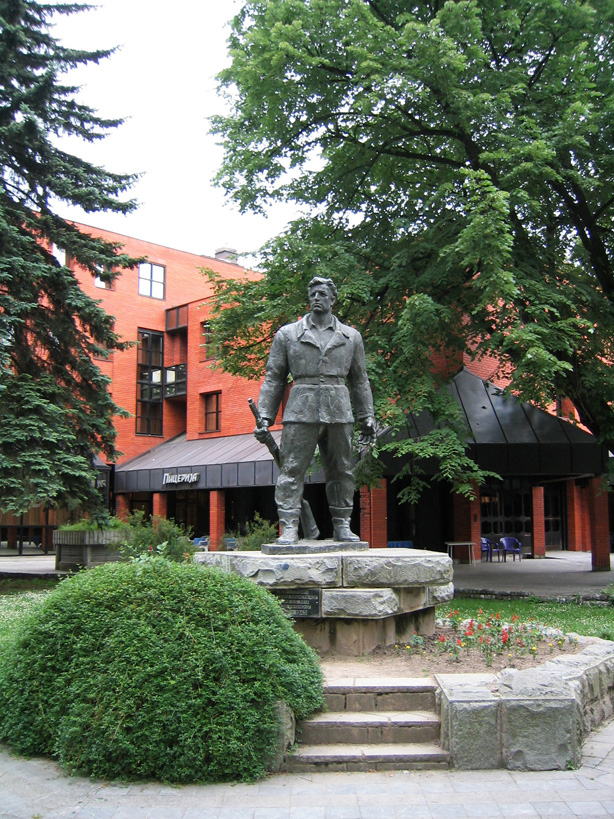
Памятник борцам Второй мировой войны
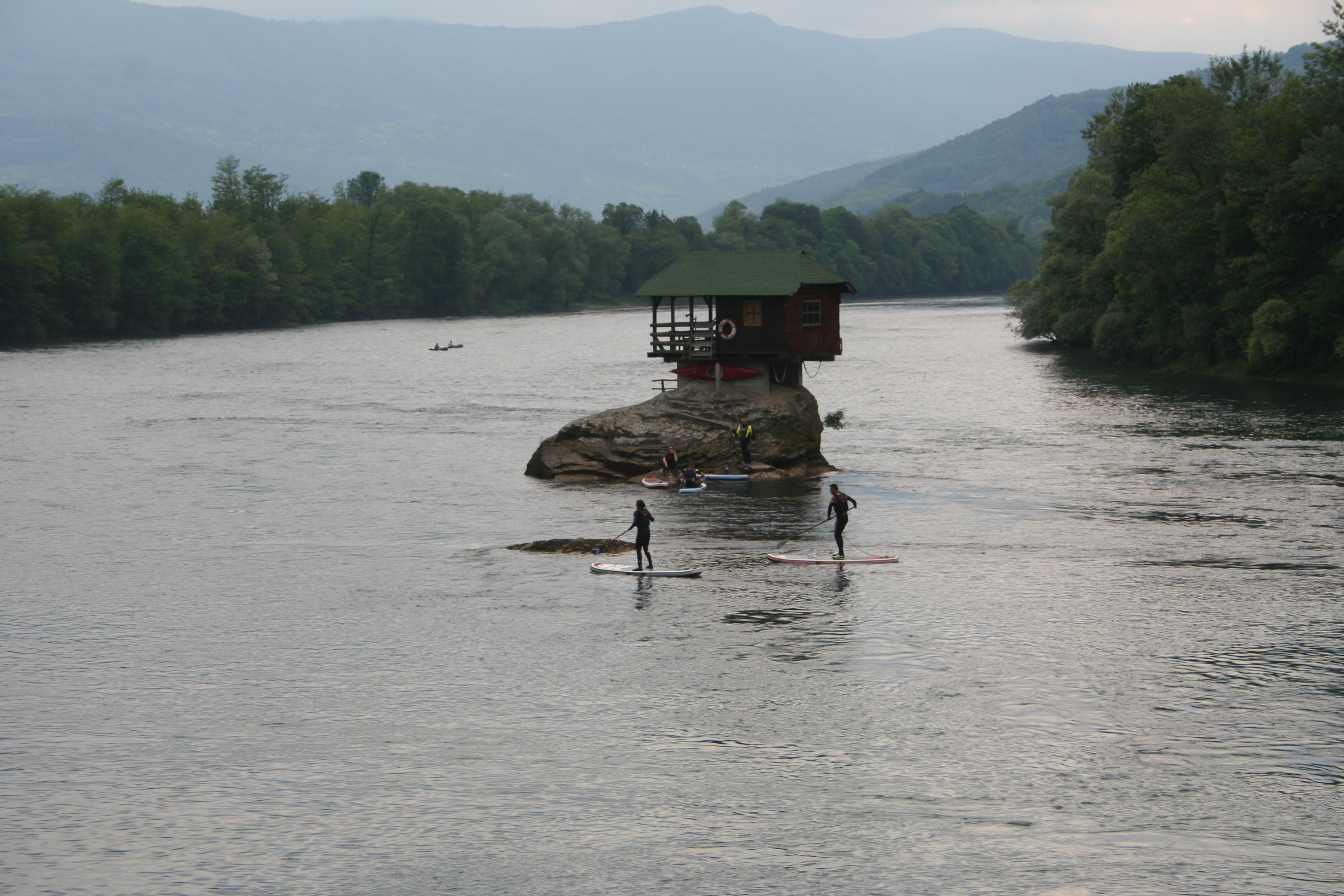
Домик на шхере на Дрине